# Quan hệ ngoại giao của New Zealand
Quan hệ ngoại giao của New Zealand là quan hệ được định hướng chủ yếu hướng tới các quốc gia dân chủ phát triển và các nền kinh tế mới nổi ở Thái Bình Dương. Các đảng chính trị lớn của đất nước nói chung đã đồng ý về những phác thảo rộng lớn của chính sách đối ngoại, và chính phủ liên minh hiện tại đã tích cực trong việc thúc đẩy thương mại tự do, giải trừ hạt nhân và kiểm soát vũ khí.
Mùa hè 2013, bộ trưởng Ngoại giao New Zealand lúc đó là Murray McCully có bài phát biểu:
Tất cả các mối quan hệ quan trọng của New Zealand đang được thực hiện tốt.... Với Hoa Kỳ, chúng ta hy vọng có một bước đột phá lớn về quan hệ thương mại. Quan hệ Trung - New Zealand cũng đã được thiết lập, nhưng buôn bán đang phát triển. Quyết định tham gia Hiệp định Đối tác xuyên Thái Bình Dương của Nhật Bản là một sự thay đổi chào đón và New Zealand tiếp tục theo đuổi một hiệp định thương mại tự do với Hàn Quốc. Chính phủ đang thúc đẩy các kế hoạch tăng cường quan hệ tại một số khu vực khác, bao gồm Nga, Nam Á, Mỹ Latinh, Vịnh Ba Tư và đặc biệt là Nam Thái Bình Dương. Nó cũng sống với những lợi ích tiềm năng của mối quan hệ gần gũi hơn với các quốc gia trên lục địa Phi.

## Lịch sử

### Luật Maori
Quan hệ ngoại giao của New Zealand lần đầu tiên được thiết lập bởi người Polynesia trong khoảng từ 1300 đến 800 năm TCN. Từ những năm 60 của thế kỉ XVIII, New Zealand đã được nhiều nhà thám hiểm và thương nhân châu Âu ghé thăm, và sau đó là những người truyền giáo và định cư. Một hệ thống thương mại không chính thức được thành lập, đặc biệt là ở Northland, và một số iwi (bộ lạc) trở nên giàu có và mạnh mẽ. Vì người Maori là một xã hội cấp bộ lạc của nhiều chức vụ trưởng, các mối quan hệ với người châu Âu là đặc biệt và phi chính thức. Năm 1835, một nhóm các lãnh đạo Northland, dưới sự hướng dẫn của cư dân Anh James Busby, đã ký một tuyên bố độc lập và được Anh công nhận.

### Khi là thuộc địa của Anh
Nhiều người Maori vẫn lo lắng rằng một quyền lực châu Âu có thể xâm nhập và xua tan họ và một số iwi gặp khó khăn trong việc kiểm soát một số lượng lớn người châu Âu đến thăm và định cư trong khu vực của họ. Các nhà truyền giáo người Anh cũng quan ngại về mức độ vô luật pháp, điều này đã làm suy yếu những nỗ lực của họ để cải đạo người Maori thành Cơ đốc giáo. Văn phòng thuộc địa Anh, chịu ảnh hưởng của các nhà truyền giáo và báo cáo rằng Công ty New Zealand độc lập đã lên kế hoạch để tư nhân hóa các đảo, gửi cho thuyền trưởng hải quân William Hobson đàm phán một hiệp ước. Hiệp ước Waitangi tiếp theo, được ký năm 1840, đã đưa New Zealand trở thành một phần của Đế quốc Anh, thành lập Thống đốc New Zealand, và trao cho người Maori quyền cho đé quốc Anh.
Sự sáp nhập của New Zealand của Anh có nghĩa là nước Anh hiện đã kiểm soát chính sách đối ngoại của New Zealand. Trợ cấp quy mô lớn nhập cư từ Anh và Ireland bắt đầu, và thợ mỏ đến cho cuộc chạy đua vàng khoảng 1850-60. Trong thập niên 1860, người Anh đã gửi 16.000 binh sĩ để tham chiến tại New Zealand ở đảo Bắc. Thuộc địa này vận chuyển vàng và đặc biệt là len sang Anh. Từ những năm 1880, việc phát triển vận chuyển hàng lạnh cho phép thành lập một nền kinh tế xuất khẩu dựa trên việc xuất khẩu thịt và sản phẩm sữa đông lạnh sang Anh. Năm 1899-1902 New Zealand đã có những đóng góp đầu tiên cho một cuộc chiến tranh bên ngoài, gửi quân đội để chiến đấu ở phía Anh trong Chiến tranh Boer lần thứ hai. Nước này đã thay đổi vị thế của mình từ thuộc địa sang thống trị với tự quản trị nội bộ vào năm 1907.
New Zealand hăng hái gửi một phần lớn những người đàn ông trẻ của mình để chiến đấu về phía Anh trong Chiến tranh thế giới thứ nhất. Chủ nghĩa anh hùng của họ trong chiến dịch Gallipoli thất bại đã làm cho sự hy sinh của họ mang tính biểu tượng trong trí nhớ New Zealand và bảo đảm sự độc lập về tâm lý của đất nước.
Sau chiến tranh, New Zealand đã ký Hiệp ước Versailles (1919) gia nhập Liên đoàn các quốc gia và theo đuổi một chính sách đối ngoại độc lập, trong khi quốc phòng của họ vẫn được kiểm soát bởi Anh. Wellington tin tưởng các chính phủ Đảng Bảo thủ ở Luân Đôn, nhưng không phải là Lao động. Khi Đảng Lao động Anh nắm quyền vào năm 1924 và 1929, chính phủ New Zealand cảm thấy bị đe dọa bởi chính sách đối ngoại của Labour vì nó phụ thuộc vào Liên minh các quốc gia. Liên đoàn đã không tin tưởng và Wellington đã không mong đợi để xem sự ra đời của một trật tự thế giới hòa bình dưới sự bảo trợ của Liên đoàn. Sự thống trị trung thành nhất của Đế chế đã trở thành một người bất đồng chính kiến vì nó phản đối nỗ lực của chính phủ Lao động Anh thứ nhất và thứ hai để tin tưởng khuôn khổ của Hiệp hội trọng tài và thỏa thuận an ninh tập thể của Liên hiệp.
Các chính phủ của cải cách và các bên thống nhất giữa năm 1912 và 1935 theo một chính sách đối ngoại "thực tế". Họ làm cho an ninh quốc gia là một ưu tiên cao, hoài nghi về các thể chế quốc tế như Liên đoàn, và không tỏ ra quan tâm đến các câu hỏi về tự quyết tâm, dân chủ và nhân quyền. Tuy nhiên Đảng Lao động đối lập là lý tưởng hơn và đề xuất một triển vọng quốc tế tự do về các vấn đề quốc tế. Từ năm 1935, Chính phủ lao động đầu tiên đã cho thấy một mức độ hạn chế của chủ nghĩa duy tâm trong chính sách đối ngoại, ví dụ như chống lại sự xoa dịu của Đức và Nhật Bản.

### Thế Chiến II
Khi Thế Chiến II nổ ra vào năm 1939, New Zealand đã tham gia toàn diện trong việc bảo vệ nước Anh, với Thủ tướng Michael Joseph Savage tuyên bố rằng "nơi Anh đi, chúng tôi đi; nơi mà nước Anh đứng, chúng tôi đứng". Những người lính New Zealand đã phục vụ ở Bắc Phi, Ý và Thái Bình Dương, và các phi công ở Anh và Thái Bình Dương, trong suốt cuộc chiến, ngay cả khi New Zealand có những lo ngại về cuộc xâm lược của người Nhật. Năm 1947, New Zealand phê chuẩn Quy chế Westminster năm 1931, khiến một số thuộc địa trước đây có thể hoàn toàn tự quản.

### Sau 1945 đến nay
Thất bại trong trận chiến ở Singapore trong Thế Chiến II khiến New Zealand nhận ra rằng cô không còn có thể dựa vào Anh để bảo vệ đế quốc Anh. Quân đội New Zealand đã hỗ trợ người Anh trong cuộc chiến thành công chống lại cuộc nổi dậy của Cộng sản tại Malaysia và duy trì một phi đội máy bay chiến đấu không quân tại Singapore, và sau đó là Síp, một lần nữa hỗ trợ lực lượng Anh. Các nhà ngoại giao New Zealand đã tìm kiếm một liên minh với Hoa Kỳ, và năm 1951 đã tuân theo Hiệp ước ANZUS giữa New Zealand, Úc và Mỹ. Đổi lại để đảm bảo bảo vệ của Mỹ, New Zealand cảm thấy có nghĩa vụ hỗ trợ Mỹ trong các cuộc chiến tranh của mình và New Zealand đã cam kết giúp Mỹ trong chiến tranh Triều Tiên (1950-1953) dưới sự bảo trợ của Liên Hợp Quốc và Chiến tranh Việt Nam. Vào những năm 1970, nhiều người New Zealand bắt đầu cảm thấy không thoải mái với sự ủng hộ của đất nước họ đối với Hoa Kỳ, đặc biệt là ở Việt Nam và liên quan đến những chuyến thăm của các tàu chiến Mỹ có vũ khí hạt nhân và vũ trang. Chính phủ Lao động Đệ Tam (1972–1975) đã rút quân New Zealand ra khỏi Chiến tranh Việt Nam và phản đối cuộc kiểm tra hạt nhân của Pháp ở Thái Bình Dương, trong một giai đoạn gửi một tàu chiến để hành động như không làm chứng nhân chứng.
Việc Anh gia nhập Cộng đồng Kinh tế Châu Âu năm 1973 đã buộc New Zealand phải đóng một vai trò độc lập hơn.Britain, Butter, and European Integration, 1957–1964 Động thái của Anh đã hạn chế sự tiếp cận thương mại của New Zealand với thị trường lớn nhất của nó, và nó tìm kiếm các đối tác thương mại mới ở châu Á, Mỹ và Trung Đông. Australia và New Zealand đã ký thỏa thuận Quan hệ kinh tế chặt chẽ hơn vào năm 1983. Cuộc bầu cử của Chính phủ lao động lần thứ tư năm 1984 đánh dấu một giai đoạn mới của chính sách đối ngoại độc lập. Tàu thủy hạt nhân và tàu vũ trang hạt nhân bị cấm từ vùng biển New Zealand, loại bỏ New Zealand khỏi hiệp ước ANZUS. Luật di trú đã được tự do hóa, dẫn đến một sự gia tăng lớn trong nhập cư từ châu Á. Chính phủ quốc gia thứ tư (1990–1999) đã tự do hóa thương mại bằng cách loại bỏ hầu hết thuế quan và hạn chế nhập khẩu.
Năm 2008, Bộ trưởng Ngoại giao Winston Peters đã tuyên bố cái mà ông gọi là "thay đổi địa chấn cho dịch vụ nước ngoài của New Zealand", được thiết kế để khắc phục đất nước "đấu tranh để duy trì sự hiện diện đầy đủ trên sân khấu quốc tế". Peters nói rằng Bộ sẽ nhận được thêm kinh phí và tăng số lượng các nhà ngoại giao New Zealand phục vụ ở nước ngoài bằng 50%. Tuy nhiên, chính sách này đã bị đảo ngược sau cuộc Tổng tuyển cử năm 2008 đã đưa Chính phủ Quốc gia thứ năm của John Key dẫn đầu nắm quyền.

## Liên Hợp Quốc
New Zealand là một thành viên sáng lập của Liên Hợp Quốc vào năm 1945. Thủ tướng New Zealand Peter Fraser cảm thấy rằng để New Zealand được an toàn ở Nam Thái Bình Dương, nó cần phải tự điều chỉnh với các cường quốc lớn như Hoa Kỳ thông qua một số loại của tổ chức có thể đảm bảo quyền hạn nhỏ nói trong các vấn đề thế giới. Kể từ thất bại của Hải quân Hoàng gia trong Thế Chiến II, rõ ràng là nước Anh không thể bảo vệ New Zealand nữa nên chính phủ quyết định rằng chính sách quan hệ độc lập với một nhóm quyền lực mạnh là cách tốt nhất để bảo vệ New Zealand.